# Stedelijk Lyceum Maastricht en voorgangers
Het Stedelijk Lyceum was een scholengemeenschap voor voortgezet onderwijs in de Nederlandse stad Maastricht. Het "Stedelijk" en zijn voorgangers was van 1800 tot 1968 gevestigd op het terrein van het Dominicanenklooster aan de Helmstraat in het centrum van de stad. De school vond zijn oorsprong in de Franse Tijd in de École centrale (1797-1802), een semi-academische opleiding, die al na enkele jaren werd omgevormd in een middelbare school, de École secondaire (1804-1810). De school werd daarna aangeduid als Collège Maastricht (1810-1817) en Koninklijk Atheneum (1817-1864). In 1960 gingen het Stedelijk Gymnasium en de Gemeentelijke HBS (beide 1864-1960) samen met de nieuw opgerichte mms, waarmee het Stedelijk Lyceum en MMS ontstond, dat na verdere fusies opging in het nog bestaande Bonnefanten College.

## Geschiedenis

### Dominicanenklooster
Het gebouwencomplex, dat vanaf 1800 de École centrale en haar opvolgers huisvestte, was in de ruim vijf eeuwen daarvoor een klooster van dominicanen geweest. Het klooster werd op 5 december 1796, twee jaar na de inname van Maastricht door Kléber, door de Franse overheid opgeheven. De tweeëntwintig paters en negen lekenbroeders, onder leiding van prior Franciscus Huntjens, moesten het klooster verlaten en een andere bezigheid zoeken. De gebouwen werden onteigend: de Dominicanenkerk huisvestte korte tijd de Sint-Jansparochie en werd daarna ingericht als stadsmagazijn. Het klooster kreeg een onderwijsbestemming.

### Franse Tijd: École centrale, École secondaire en Collège Maastricht
In 1797 werd in Maastricht de École centrale du Département de la Meuse-Inférieure opgericht, de 'centrale school' van het departement Nedermaas. Het was een para-universitair opleidingsinstituut, zoals dat ten tijde van het Directoire (1795-1799) in alle 95 Franse departementshoofdsteden werd opgericht. Maastricht was daarbij de enige stad in het latere Nederland dat een école centrale kreeg. Het jaarbudget bedroeg 22.500 francs. De openingszitting vond plaats op 29 juli 1798 in de Redoutezaal van de Stadsschouwburg (Bonbonnière), waarna het onderwijs in oktober van dat jaar van start hing. Het instituut met circa vijftig leerlingen was aanvankelijk gevestigd in het Tweede Minderbroedersklooster, omdat het beoogde Dominicanenklooster eerst verbouwd moest worden, maar in 1800 verhuisde de school naar de Helmstraat. Bij de schoolvakken lag de nadruk minder op de geesteswetenschappen dan tijdens het ancien régime het geval was geweest. Er werden acht docenten ('professeurs') aangesteld, waarvan de bekendste de natuur- en scheikundige Jan Pieter Minckelers was. Het aantal studenten was nooit veel hoger dan zestig, waarmee de school een van de kleinste was in Frankrijk. Het schoolgeld voor zonen van welgestelde ouders bedroeg 25 francs per cursusjaar; circa een derde van de leerlingen was daarvan vrijgesteld. De Maastrichtse école centrale bleek al snel, zoals ook elders, een mislukking. In 1802 werden, door een nieuwe onderwijswet, de écoles centrales vervangen door lycées, echter niet in alle departementshoofdsteden; Maastrichtse studenten moesten voor deze vorm van onderwijs naar Luik.
In 1804, toen duidelijk werd dat Maastricht geen lycée zou krijgen, werd de École secondaire opgericht, in feite een gewone, zesjarige middelbare schoolopleiding. De school nam de gebouwen en verzamelingen van de École centrale over. Ook bleven enkele docenten aan, waaronder Minckelers. De leraren droegen verplicht een zwart kostuum. De leerlingen van de kostschool droegen een groen uniform met witte knopen en daarop de naam van de school. Er werd les gegeven in Latijn, Frans (de voertaal), aardrijkskunde, geschiedenis en wiskunde, soms ook andere vakken. Godsdienst was verplicht, inclusief het bijwonen van de mis of andere eredienst. Aan het einde van het schooljaar werden examens afgenomen en vonden prijsuitreikingen plaats. In 1810 kreeg de school een nieuwe naam: Collège de la ville de Maestricht, meestal aangeduid als Collège Maastricht. Het schooluniform bestond uit een pak van grijs laken met een kniebroek. Op de gele knopen stond "Collège Maastricht". In 1811-1812 werd opnieuw een poging gedaan om de school om te vormen tot lycée, maar de door prefect Roggieri gestelde eis dat de school in dat geval onderdak moest kunnen bieden aan tweehonderd kostschoolleerlingen, bleek niet op korte termijn realiseerbaar. Het aantal leerlingen in de periode 1804-1816 bedroeg gemiddeld 130. Het jaarbudget bedroeg 15.000 francs. Het onderwijs was gedurende de hele Franse periode in hoofdzaak Franstalig, ook na 1814, hoewel toen het Nederlands iets meer aandacht kreeg.

### 1817-1864: Koninklijk Atheneum en Industrieschool

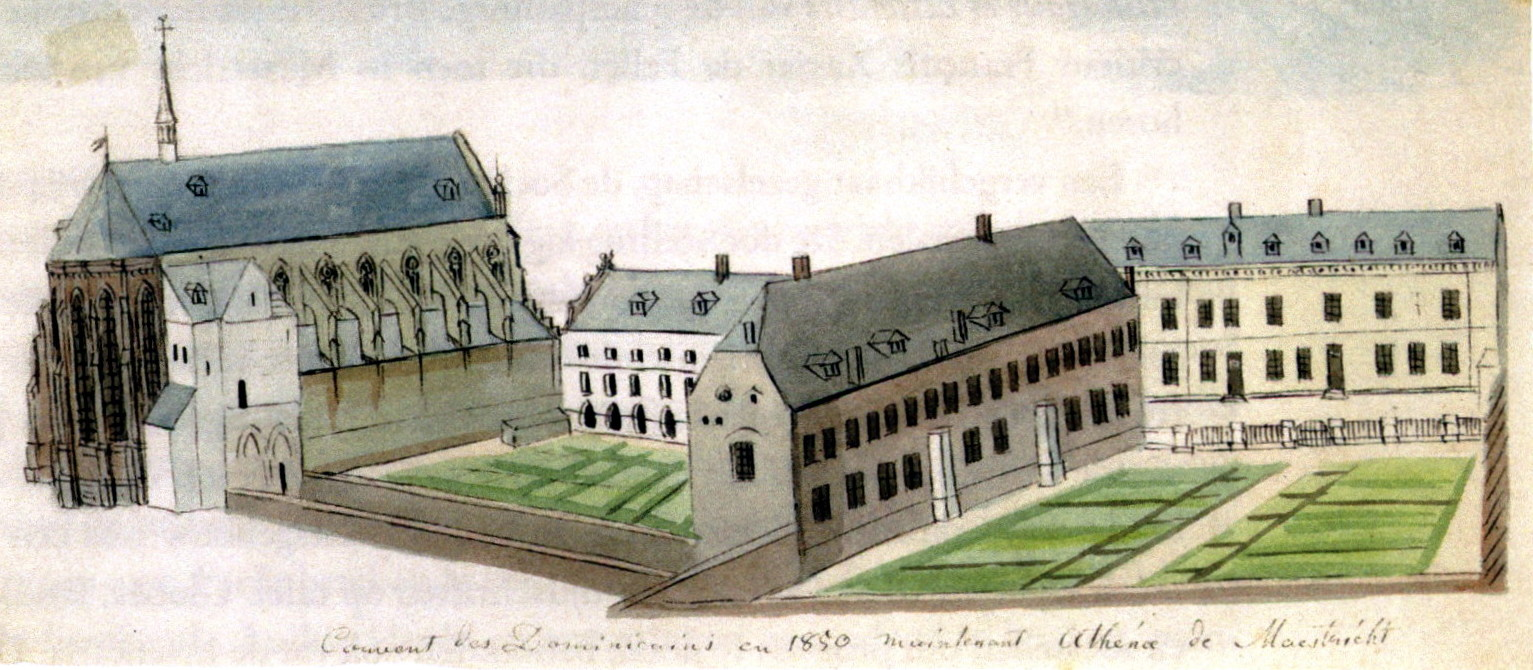
Het vm. kloostercomplex ten tijde van het Koninklijk Atheneum (Ph. van Gulpen, 1850)

In 1817, drie jaar na het vertrek van de Fransen, werd het Koninklijk Atheneum van Maastricht opgericht, dat tot 1838 tweetalig, Nederlands en Frans, was. Het betrof een middelbare school, waaraan een voorbereidende klas verbonden was. Schoolvakken waren: Latijn, Grieks, Frans, Nederlands, geschiedenis, aardrijkskunde, fabelleer, elementaire wiskunde, natuurkunde en biologie. Daarnaast werd er volwassenenonderwijs gegeven, waarvan vooral militairen gebruik maakten. De Luxemburgse priester dr. H. Kerzmann, van 1834 tot 1855 rector, trachtte het Atheneum para-universitaire allure te geven, maar het te karige budget liet dat niet toe. In 1841 bezocht koning Willem II het Atheneum. Omstreeks 1855 had de school circa 160 leerlingen.
In 1846 werd de Industrieschool opgericht, omdat er behoefte was aan een opleiding die, naar Luiks voorbeeld, niet direct gericht was op universitaire studie, maar op een loopbaan in handel, industrie, ambtenarij of leger. De school werd op 3 januari 1848 geopend door burgemeester Nierstrasz. De eerste rector was de fysicus P.J. van Kerckhoff (1813-1876). Schoolvakken waren: Nederlands, Frans, Duits, Engels, geschiedenis, aardrijkskunde, aardkunde, sterrenkunde, geologie, biologie, landbouwkunde, wiskunde, natuurkunde, scheikunde, werktuigkunde, warenkunde, boekhouden, handelscorrespondentie, schoonschrijven en tekenen.

### 1864-1960: Stedelijk Gymnasium en Gemeentelijke HBS
In 1863 werd Thorbeckes Wet op het middelbaar onderwijs van kracht. De wet introduceerde een nieuw schooltype, de hogere burgerschool (hbs). In Maastricht werd een jaar later de Gemeentelijke HBS opgericht (1864-1960), drie jaar later aangevuld met een Burgeravondschool (1867-1921). Het was het katholieke gemeentebestuur er veel aan gelegen dat de nieuwe school geen rijks-hbs, maar een gemeentelijke school zou worden, zodat men de zeggenschap behield over de te benoemen docenten. Omdat de docenten, anders dan bij rijksscholen, geen recht op pensioen hadden, was het verloop, vooral in de beginperiode, groot. Eveneens in 1864 werd het Koninklijk Atheneum omgevormd tot Stedelijk Gymnasium (1864-1960). De twee scholen waren gezamenlijk, maar gescheiden, gehuisvest op de oude locatie van het Atheneum, aanvankelijk in de voormalige kloostervleugels (het internaat was inmiddels opgeheven), later ook in nieuwbouw. Het nieuwe gebouw van W.J. Brender à Brandis uit 1887 was uitsluitend bedoeld voor de gymnasiumleerlingen; de hbs-scholieren kregen in 1902 een eigen gebouw, ontworpen door J.G.H. Schoth. Nog in het begin van de twintigste eeuw was een uniform hoofddeksel voor de leerlingen verplicht: de hbs-ers droegen een groene pet met klep; de gymnasiasten een rode.

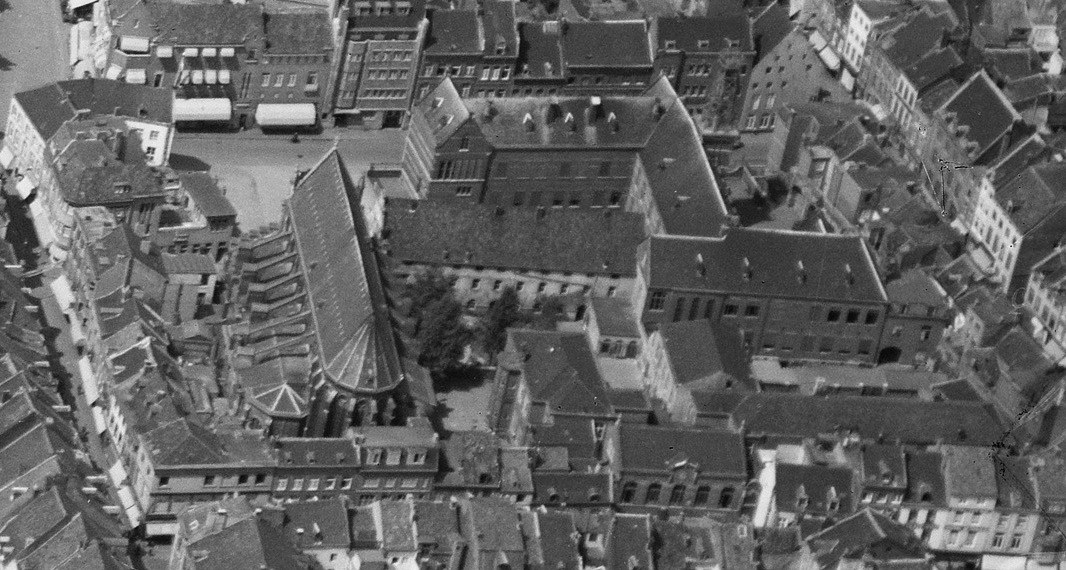
Luchtfoto van het scholencomplex, 1937

In 1882 werd de Stedelijke Muziekschool opgericht, de voorloper van het Conservatorium Maastricht, die enige tijd gevestigd was in de achtervleugel van het Stedelijk Gymnasium. Vanaf 1904 werden ook meisjes toegelaten op de school, wat in 1894 nog door burgemeester Pijls was tegengehouden. In 1906 was Marie Iserief de eerste vrouwelijke leerling die slaagde voor het hbs-examen; als eerste gymnasiaste slaagde in 1911 Marie Elise Schmitz.  Ook na 1904 bleven jongens uit de hogere sociale klassen verreweg in de meerderheid; voor minvermogenden was het schoolgeld onbetaalbaar. Veel leerlingen telde het gymnasium niet, gemiddeld in totaal veertig tot vijftig. Dat was veel minder dan de meer praktisch gerichte HBS, die omstreeks 1910 160 leerlingen had. Het succes van de HBS was deels te danken aan het uitgebreide vakkenpakket (een erfenis van de Industrieschool), deels aan de energieke, uit Luxemburg afkomstige directeur dr. Heinrich Joseph Hoffmans. In 1916 werd de Hogere Handelsschool opgericht, een opleiding die voorbereidde op administratieve functies in handel, industrie en dienstverlening. De school was gevestigd in het gebouw van de Gemeentelijk HBS en ging in 1937 als hbs-a in deze instelling op. Tot de jaren 1920 en 1930, toen het rooms-katholieke Henric van Veldekecollege een gymnasiumafdeling voor jongens kreeg, gevolgd door de eveneens katholieke Ursulinenscholen (later Jeanne d'Arccollege) voor meisjes, was het Stedelijk Gymnasium de enige school in Maastricht, die voorbereidde op een academische vervolgopleiding.
Na de bevrijding van Maastricht in september 1944 werd de school een jaar lang geconfisqueerd, onder meer door de Dienst Repatriëring, waardoor de lessen elders moesten plaatsvinden, onder andere in het Jezuïetenklooster en het Oude Minderbroedersklooster. In deze periode was dr. Piet Janssens rector van het gymnasium (tot 1960) en A.H.A. Lahaye directeur van de HBS. De laatste werd in 1946 opgevolgd door P.G.H. Smeets, een progressief directeur, die onder meer de ouderparticipatie bevorderde. Door de groei van het aantal leerlingen, ook aan andere scholen in de omgeving, ontstond in de jaren 1950 een lerarentekort, waardoor docenten in veel gevallen een overvol lesrooster hadden.

### Na 1960: Stedelijk Lyceum en MMS; verhuizing
In 1960 fuseerden het Stedelijk Gymnasium en de Gemeentelijke HBS, en werd tevens een mms-afdeling opgericht. Daarmee was het Stedelijk Lyceum en MMS (1960-1984) een feit. Directeur werd de natuurkundedocent Willem Jongmans. De drie scholen hadden een gezamenlijke brugklas, een novum in Maastricht. Ook op andere gebieden ging de school mee in de onderwijsvernieuwingen van de jaren 1960, waarvan de 'Mammoetwet' uit 1968 de belichaming werd. In 1964 werd het eeuwfeest gevierd met een academische zitting, een toneelstuk in de Bonbonnière en een sportdag, samen met Luikse en Akense scholieren. De mms-afdeling, die aanvankelijk in een pand aan de Lenculenstraat was gevestigd, werd als gevolg van de Mammoetweg omgezet in een havo, waarna de naam gewijzigd werd in Stedelijk Lyceum en HAVO.

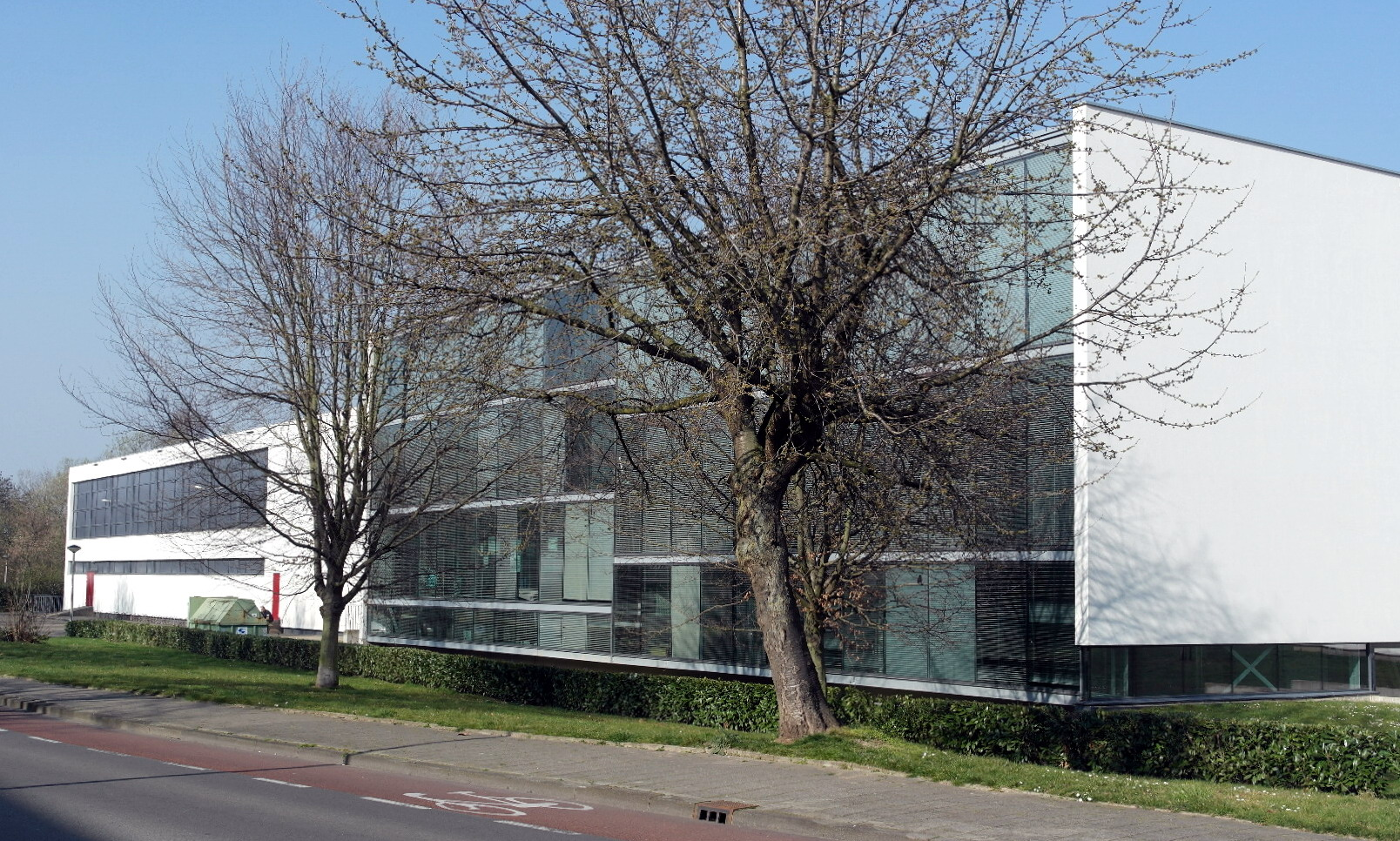
Bonnefanten College, 2014

In 1968 verhuisde de scholengemeenschap naar nieuwbouw aan de Eenhoornsingel in Maastricht-West (Brusselsepoort). In 1984 fuseerde de school met de Stedelijke MAVO aan de nabij gelegen Lucassingel (voorheen de mulo aan de Spilstraat) en ging daarna als Stedelijke Scholengemeenschap verder. In 1994 schakelde de school over op montessorionderwijs, waardoor de naam veranderde in Montessori College Maastricht. In 2003 ontstond uit een fusie met het Trichter College, waarin eerder het Veldekecollege was opgegaan, het nog bestaande Bonnefanten College.
Aan de Helmstraat werden de restanten van het voormalige klooster en de later bijgebouwde scholen in het voorjaar van 1969 gesloopt. Hierbij vond geen enkele vorm van archeologisch onderzoek plaats. Een klein deel van de westelijke kloostervleugel (met een fraaie krulgevel) bleef behouden. Op het terrein werd in opdracht van het Luikse warenhuis Grand Bazar een groot winkelcomplex met ondergrondse parkeergarage gerealiseerd, een ontwerp van de Rotterdamse architecten Van den Broek en Bakema in de stijl van het brutalisme. Na het faillissement van Grand Bazar, nog tijdens de bouw, stond het betonnen karkas enige jaren leeg. Omstreeks 1975 werd er het winkelcentrum Entre Deux gevestigd en van 1979 tot 1994 tevens het Bonnefantenmuseum. In 2004 viel het door velen verfoeide complex onder de slopershamer en verrees er een nieuw winkelcentrum, met dezelfde naam, in historiserende stijl.

## Gebouwen

### Voormalige kloostergebouwen

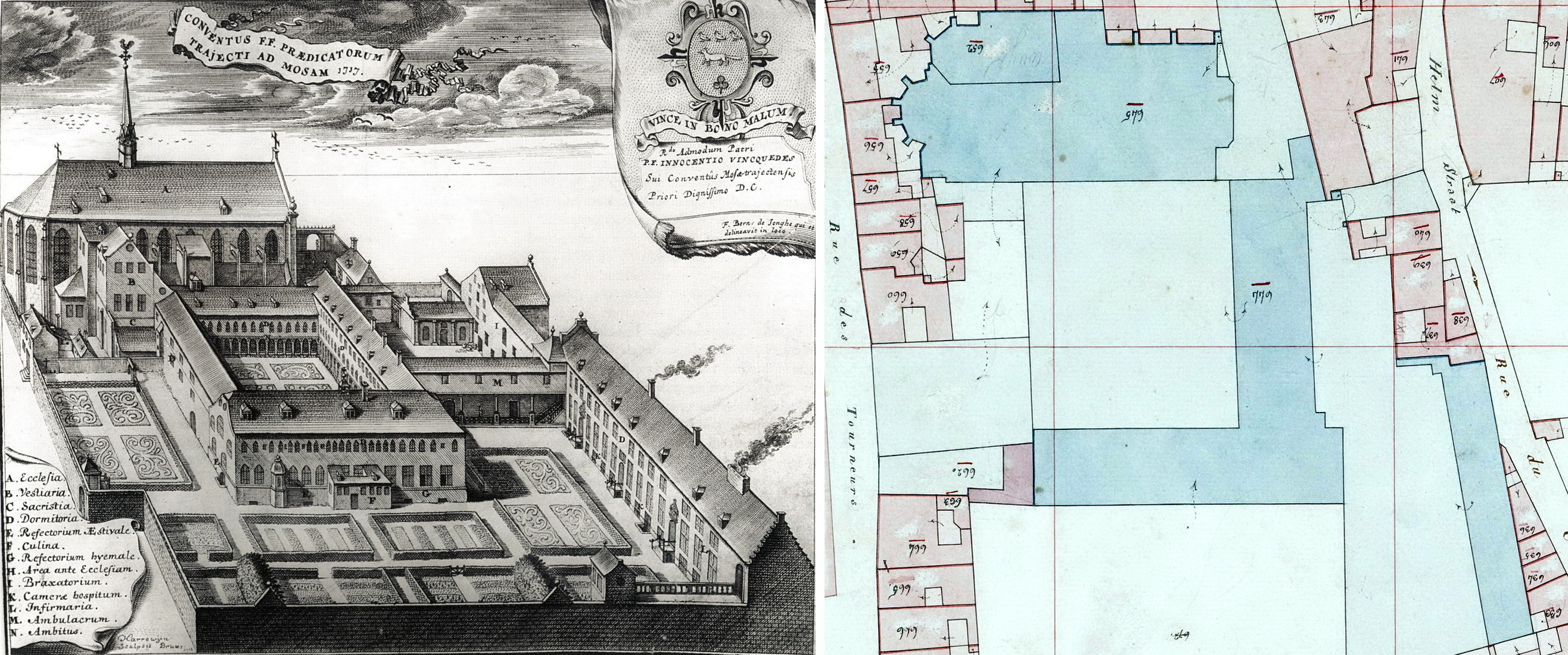
Het Dominicanenklooster op een tekening uit 1713 en op de kadasterkaart van 1823-30

De École centrale en haar opvolgers waren gevestigd in het door de Franse overheid genaaste Dominicanenklooster. Een vergelijking van het kloostercomplex in 1717 en 1823-1830 (zie montage-afbeelding hiernaast) toont aan dat diverse kloostergebouwen in de tussenliggende periode zijn verdwenen. Van de vier, rondom een pandhof gelegen kloostervleugels werden er tussen 1797 en 1800 twee verbouwd onder supervisie van de stadsarchitect Jean François Soiron: de noord- en westvleugel. De aannemer kreeg de uitdrukkelijk opdracht om de kruiskozijnen uit te breken en de spitsbogen te vervangen door rechthoekige vormen, om daarmee de herinnering aan het kloosterverleden definitief uit te wissen. De andere twee vleugels, de niet meer in gebruik zijnde en mogelijk in slechte staat verkerende oost- en zuidvleugel, zijn in 1804, bij de tweede verbouwing, gesloopt. Rond dezelfde tijd verdwenen enkele kleinere gebouwdelen langs de Helmstraat.
In de noordvleugel, de voormalige keuken en zomer- en winterrefter, werden de meeste leslokalen ondergebracht, waaronder een tekenlokaal, een scheikundelokaal en een "cabinet de physique". In de westvleugel waren onder andere docentenkamers ingericht, met op de bovenverdieping de schoolbibliotheek. In het door Franciscus Romanus ontworpen hospitaal aan de Helmstraat, tevens het gastenverblijf en de ziekenzaal van het klooster, werd in 1804 het internaat van de École secondaire gevestigd. Aan de Helmstraat lagen tevens de ingang van de school en de woning van de directeur. Aan de noordzijde van het complex, aan de voet van de dertiende-eeuwse stadsmuur (Preekherengang), werd een tuin aangeplant met 52 lindebomen en een "serre botanique", ten behoeve van het aanschouwend onderwijs in de natuurlijke historie. De gebouwen werden per keizerlijk decreet van 9 april 1811 overgedragen aan de gemeente Maastricht.
In de tijd van het Koninklijk Atheneum (1816-1864) werd er aan de indeling van de gebouwen nauwelijks iets gewijzigd. Afgezien van een kleine investering in 1816 – vermoedelijk de verbouwing van het tekenlokaal – was er in de decennia daarna geen geld voor het Atheneum. Bij de oprichting van de Industrieschool in 1846 werden vier leslokalen, een scheikundig laboratorium en een schrijf-en tekenlokaal toegevoegd, maar niet duidelijk is waar die werden ondergebracht. De kosten werden beraamd op 10.000 gulden. Ook in de periode van het Stedelijk Gymnasium en de Gemeentelijke HBS (1864-1960) bleven de kloostergebouwen in gebruik. Het hospitaal aan de Helmstraat werd omstreeks 1887 afgebroken; de noordvleugel (deels) omstreeks 1902, beide in verband met de toen gerealiseerde nieuwbouw. De westvleugel bleef tot 1968 in gebruik.

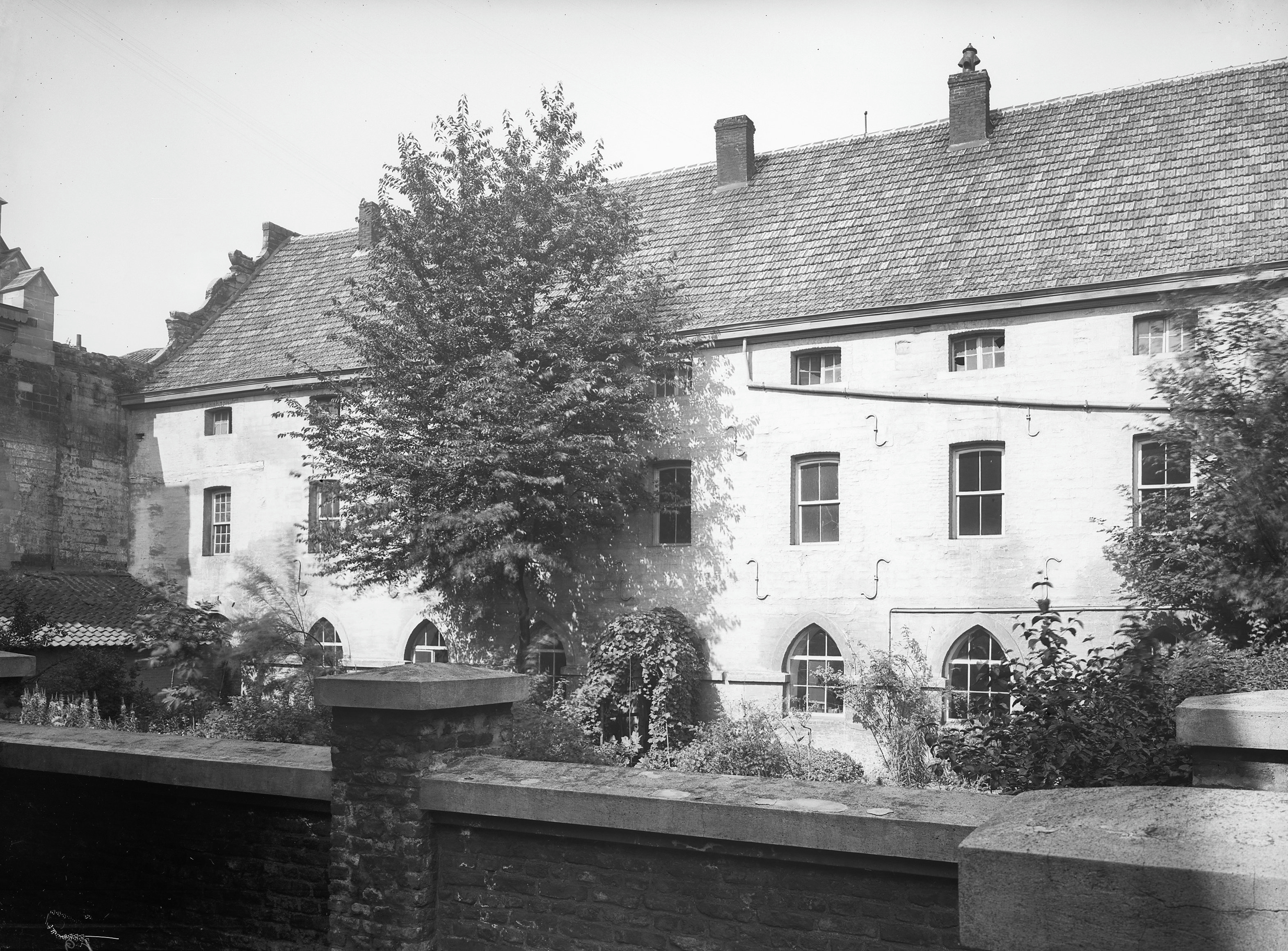
Westvleugel, pandhofzijde, 1917
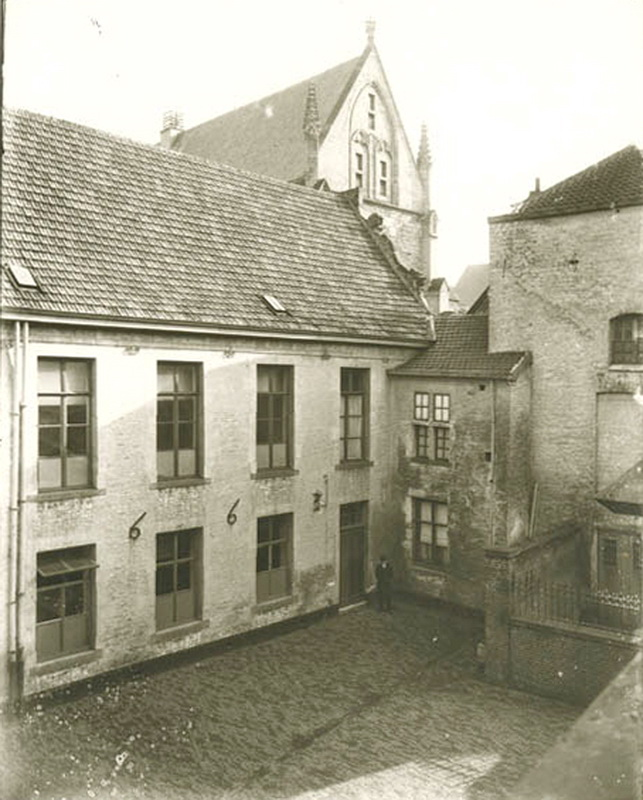
Kloosterrestanten, ca. 1925
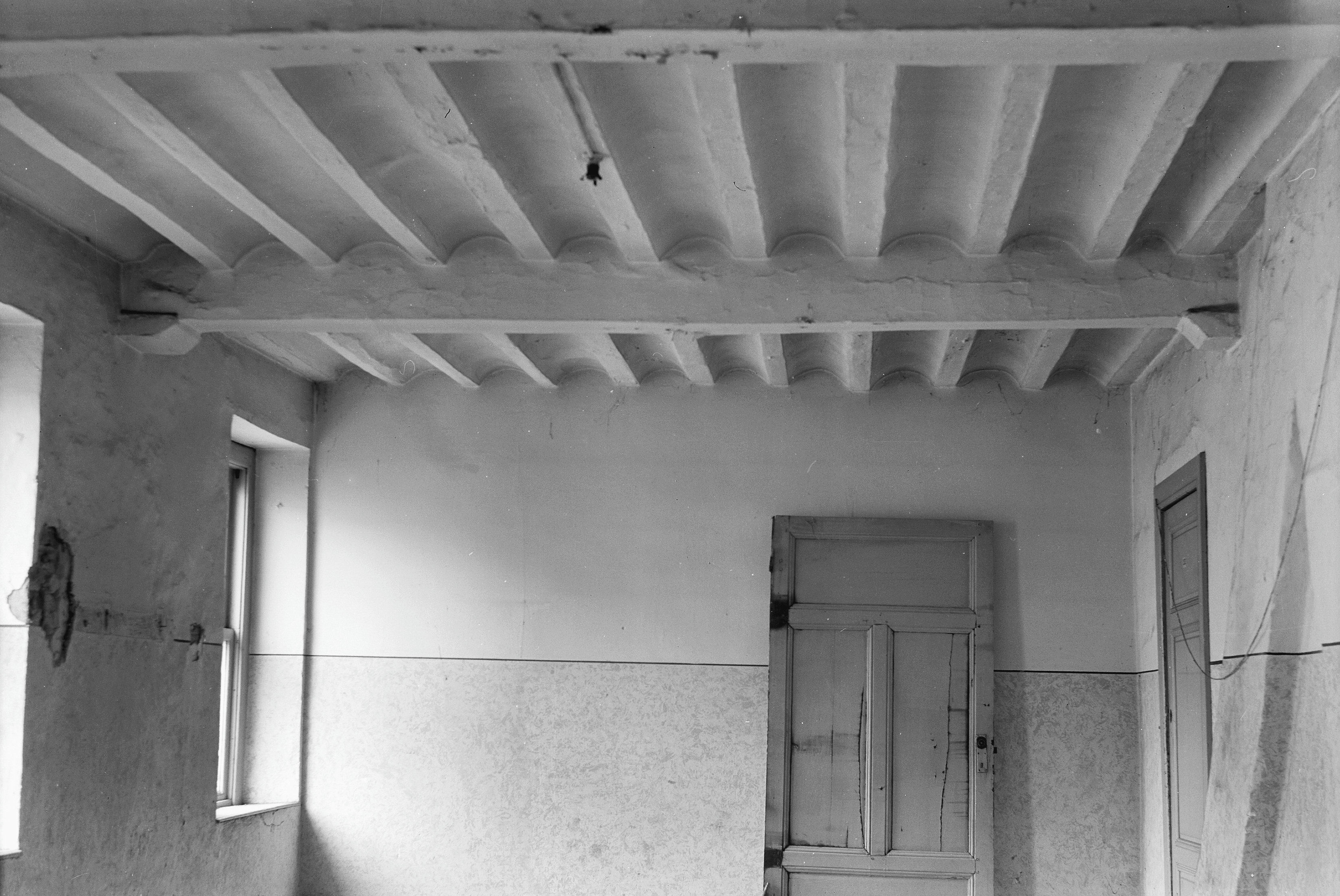
Ruimte in de westvleugel, voor de sloop, 1968
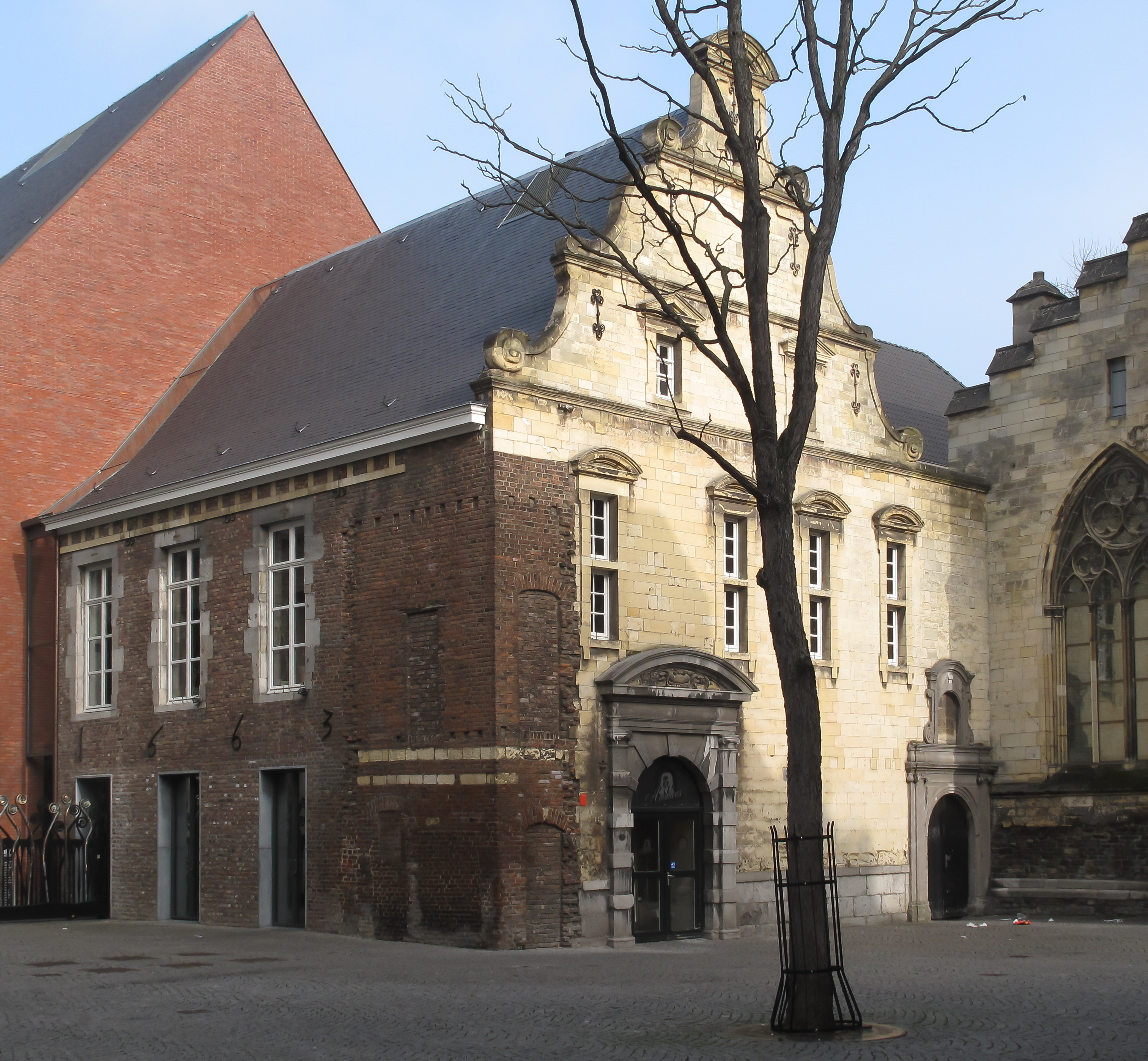
Gerestaureerd kloosterrestant, 2011

### Eerste uitbreiding

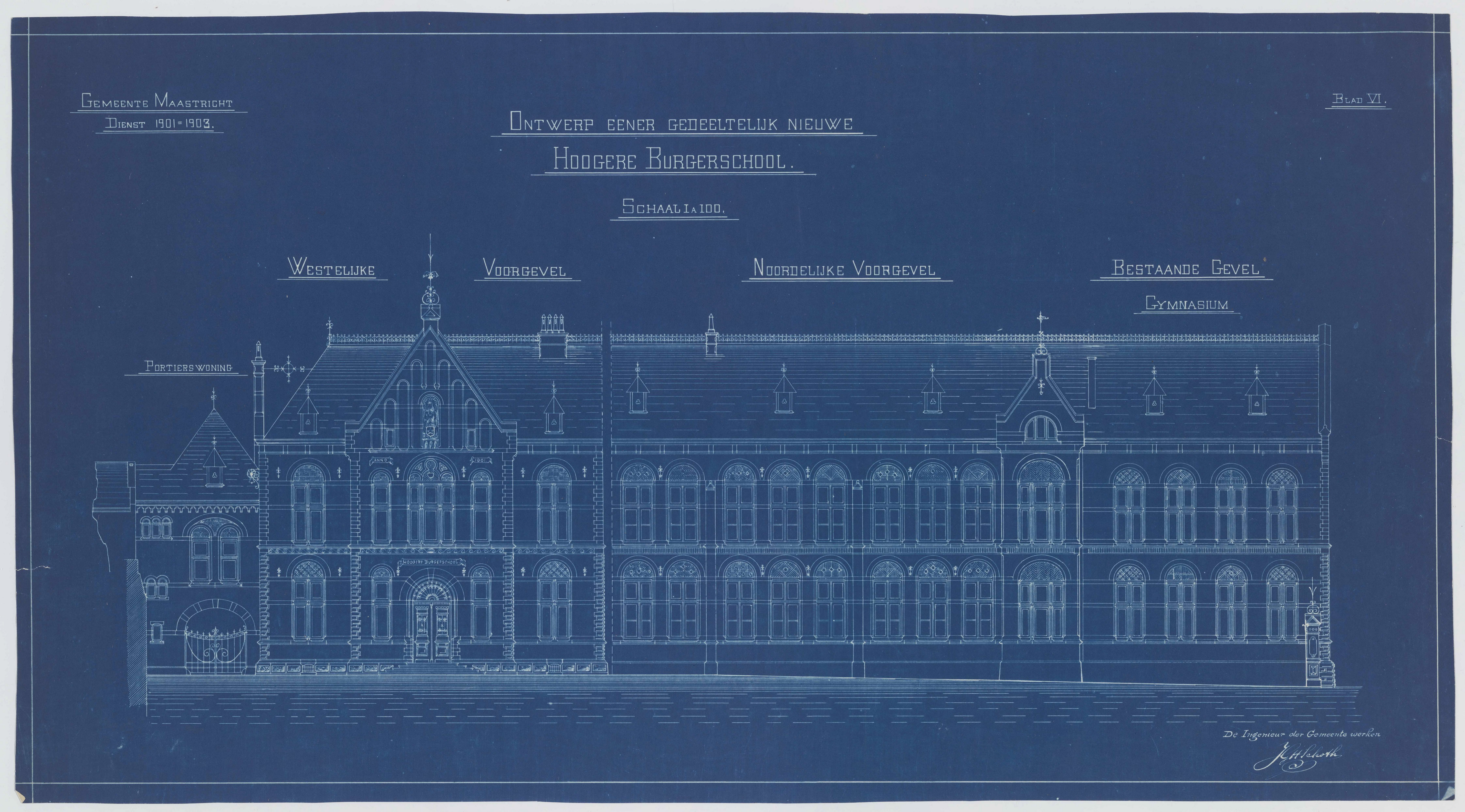
Tweede uitbreiding, 1901-1903

In 1864, ten tijde van de oprichting van het Stedelijk Gymnasium en de Gemeentelijke HBS, werden voor het eerst plannen gemaakt voor een nieuw schoolgebouw. Het ontwerp was van de Bredase stadsarchitect Antonius Joannes Franciscus Cuypers (1807-1882), die in deze periode mogelijk (tevens) stadsarchitect van Maastricht was. Cuypers maakte een plan voor een L-vormig gebouw, waarvan de gevels parallel liepen aan de Helmstraat en de dertiende-eeuwse stadsmuur, en waarvoor de bebouwing aan de Helmstraat zou moeten wijken. De realisering van het ontwerp zou 146.000 gulden kosten, wat te duur bleek. Bovendien werd het ontwerp afgekeurd door minister Thorbecke, die bezwaar maakte tegen het ontbreken van een gymnastiekzaal. In 1871-1873 werden de oude kloostergebouwen voor een bedrag van 5.000 gulden aangepast aan het nieuwe, intensievere gebruik.
In 1882 verrees op een ander deel van het kloosterterrein, aan de kant van de Spilstraat, een openbare lagere school, later de gemeentelijke mulo. Achter de school lag een gymnastiekzaal, die zowel door de leerlingen van de lagere als de middelbare scholen gebruikt werd. De noodzaak van nieuwbouw voor het gymnasium en de hbs werd ondertussen steeds nijpender. In 1883 maakte stadsarchitect W.J. Brender à Brandis een nieuw ontwerp, waarin beide scholen een plek vonden en dat wel binnen het budget leek te passen. Bij de bouw in 1885 stuitte men echter op tegenvallers, waardoor het plan slechts ten dele en in gewijzigde vorm kon worden gerealiseerd. Het in 1886 voltooide gebouw werd bestemd voor het gymnasium; de hbs bleef voorlopig in de oude kloostervleugels gehuisvest. Het nieuwe gebouw was opgetrokken in roodbruine baksteen in neorenaissancestijl, in die tijd een veelgebruikte bouwstijl bij scholen en andere openbare gebouwen. Het gebouw van Brender à Brandis had een monumentaal interieur, waarbij met name de brede gangen en ruime trappenhuizen opvielen.

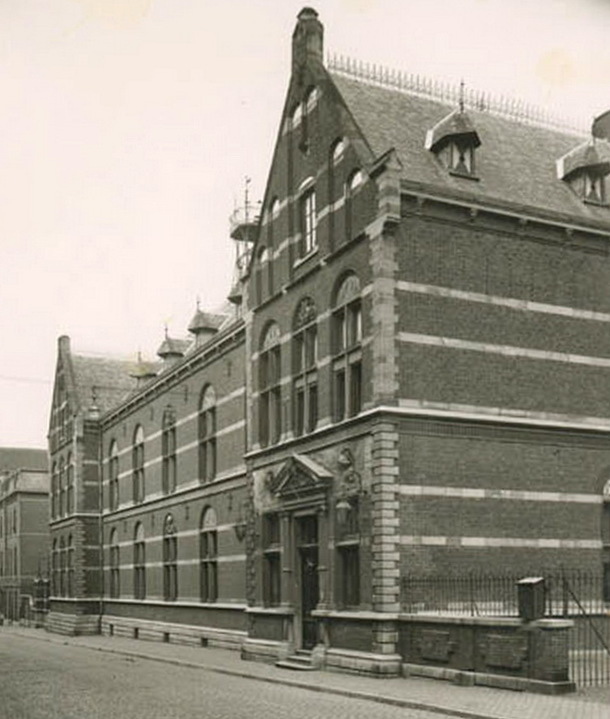
Helmstraatgevel
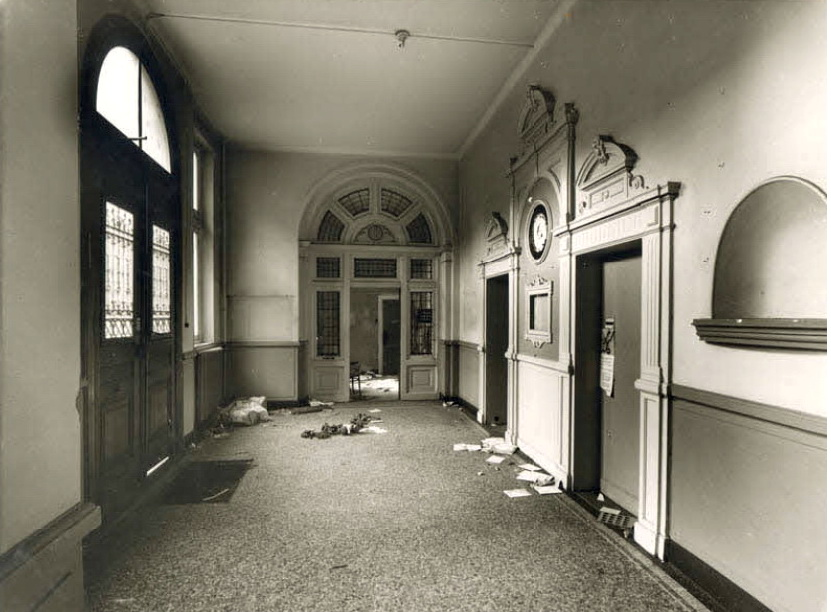
Entree, voor de sloop, 1968
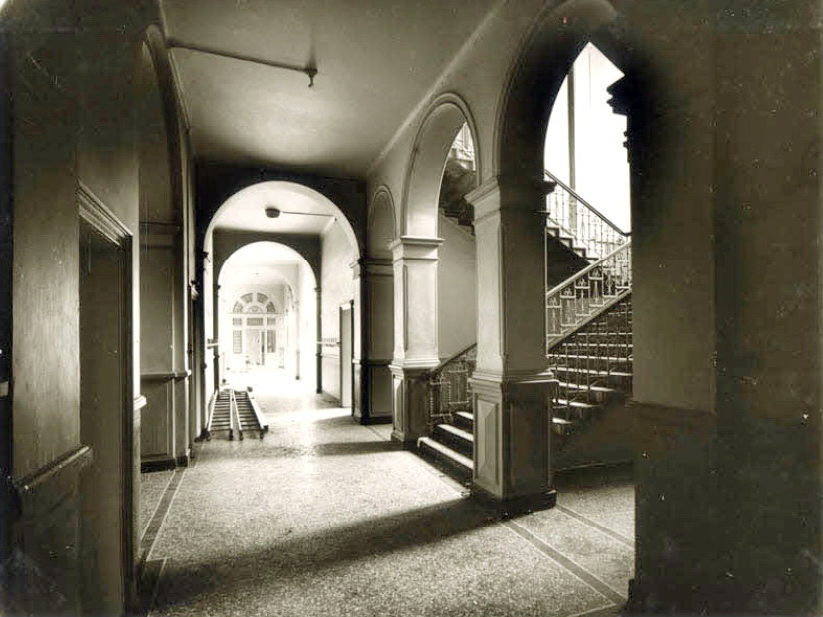
Gang
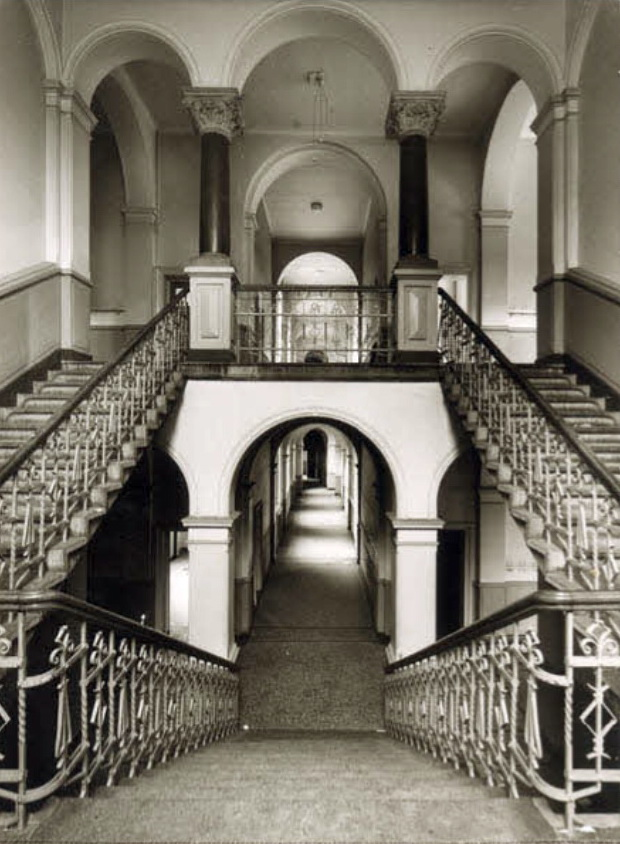
Trappenhuis

### Tweede uitbreiding
In 1901 werden plannen gepresenteerd voor een tweede uitbreiding, ditmaal voor de hbs, en deels ter vervanging van de bestaande huisvesting. Het oorspronkelijke schetsontwerp was van de directeur der Gemeentewerken, Jos Bauduin, maar werd door zijn ondergeschikte, ir. J.G.H. Schoth, naar eigen inzichten uitgewerkt. Voor de bouw moest een deel van de noordvleugel van het klooster worden gesloopt. Het in 1903 voltooide, L-vormige hbs-gebouw sloot aan op de eerdere nieuwbouw voor het gymnasium, ook qua bouwstijl. Bijzonder was de torenopbouw, bedoeld als meteorologische waarnemingspost. Aan de Helmstraat sloot een fraai smeedijzeren hekwerk het schoolterrein af. In het statige trappenhuis bevond zich sinds 1939 een glas-in-loodraam, dat door leerlingen was aangeboden bij het 75-jarig jubileum van de school. Het resterende deel van de noordelijke kloostervleugel, daterend uit de dertiende eeuw, werd in 1949-1950 verbouwd tot nieuwe gymzaal.

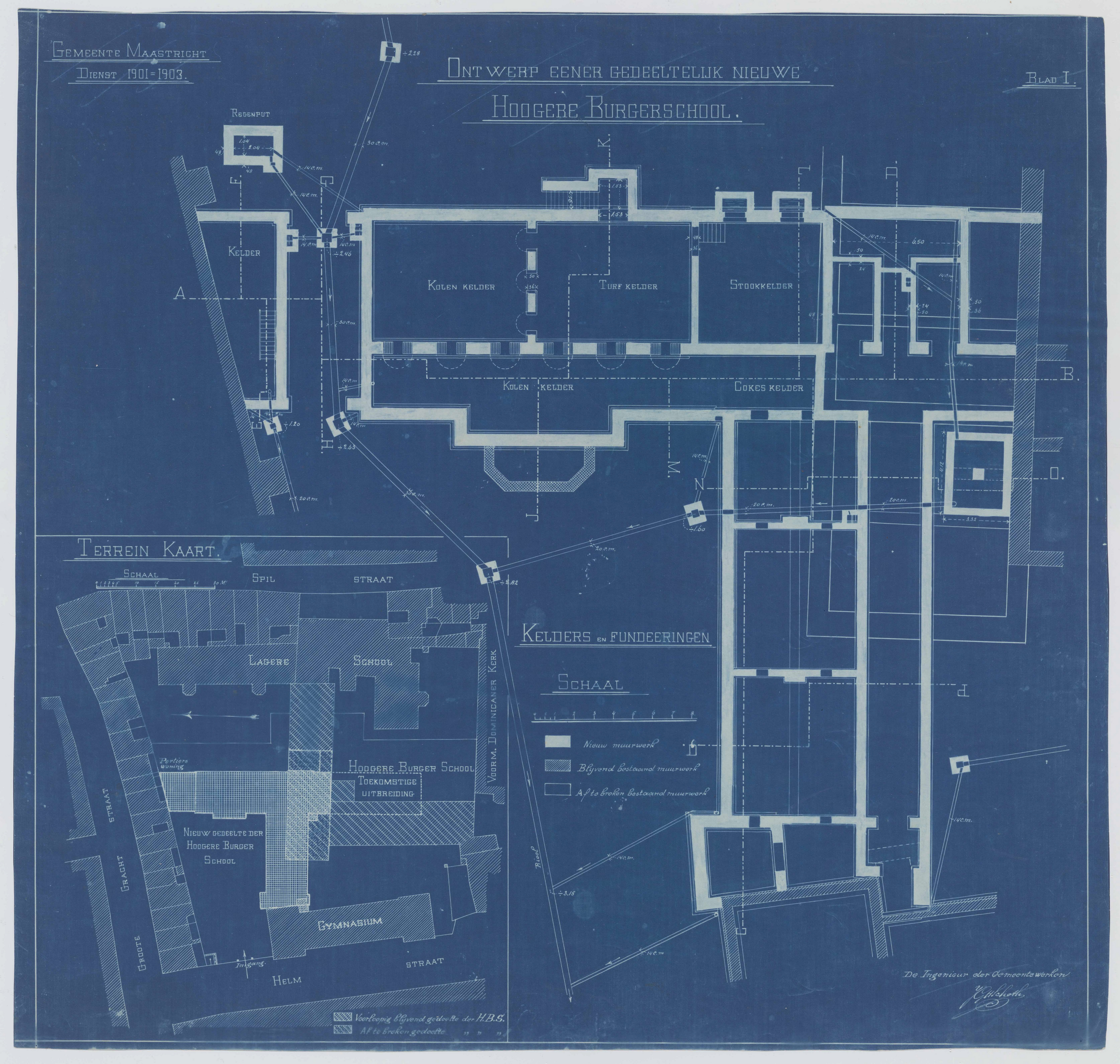
Situering van de uitbreiding
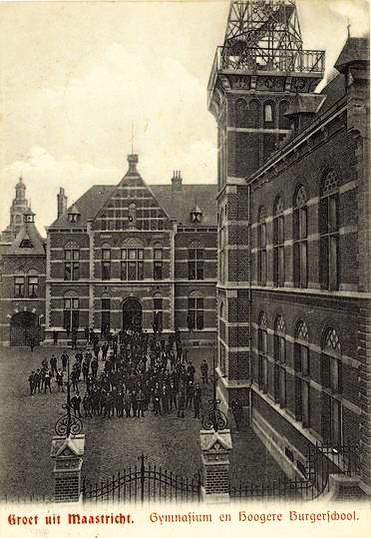
Hbs-uitbreiding, ca. 1920
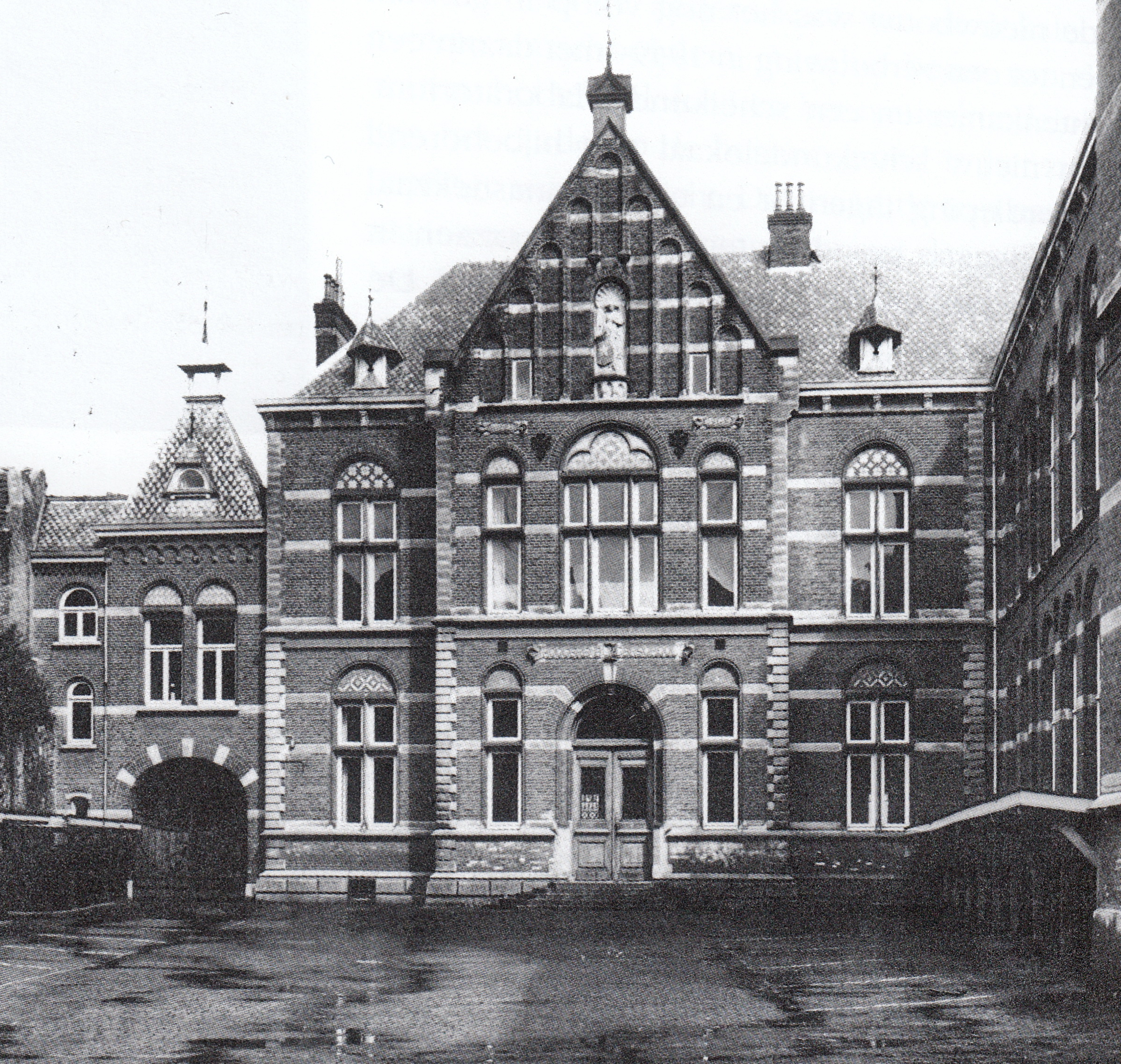
Idem, voor de sloop, 1968
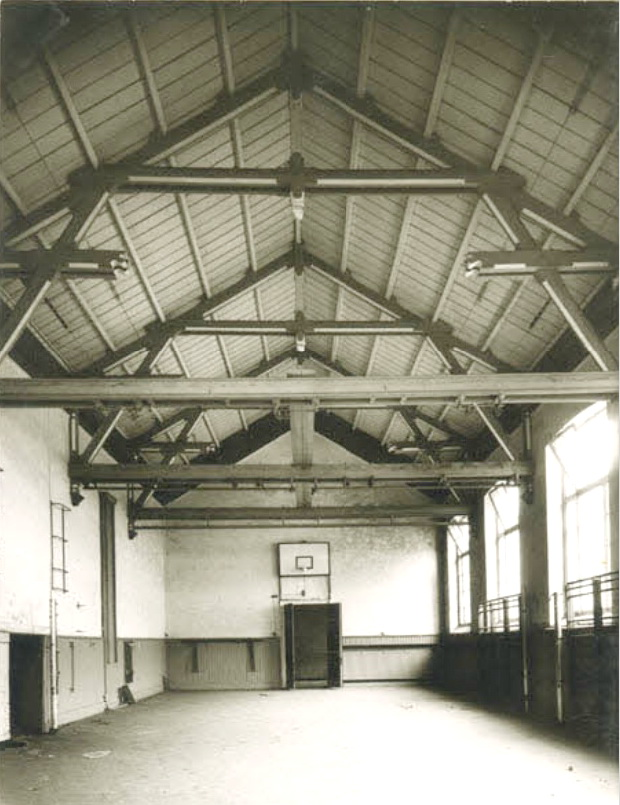
Gymzaal

## Bekende leerlingen en docenten

### Leerlingen
- Antoine Lipkens (1782-1847), waarschijnlijk een van de eerste studenten aan de École centrale; ingenieur, uitvinder, eerste directeur Koninklijke Akademie te Delft, later TU Delft[38]
- Jacques Guillaume Crahay (1789-1855), leerling École centrale en/of École secondaire; later docent natuur- en scheikunde Koninklijk Atheneum, hoogleraar in Mechelen en Leuven[39]
- Joseph Laurent Jaminé (1797-1883), leerling École secondaire en/of Collège Maastricht; rechter, Belgisch politicus, burgemeester van Tongeren
- Martin Martens (1797-1863), leerling École secondaire en/of Collège Maastricht; botanicus, arts, docent natuur- en scheikunde Koninklijk Atheneum, hoogleraar in Leuven[40]
- Godefroid Stas (1802-1876), leerling Collège Maastricht & Koninklijk Atheneum; rechtsgeleerde[41]
- André van Hasselt (1806-1874), leerling Koninklijk Atheneum; jurist, Franstalig schrijver en dichter[42]
- Théodore Schaepkens (1810-1883), leerling Koninklijk Atheneum; kunstenaar
- Alexander Schaepkens (1815-1899), leerling Koninklijk Atheneum; kunstenaar, amateur-historicus
- Willem Hubert Pijls (1819-1903), leerling Koninklijk Atheneum; ondernemer, politicus, burgemeester van Maastricht[43]
- Jan Hubert Joseph Schreinemacher (1820-1892), leerling Koninklijk Atheneum; chirurg, politicus[44]
- Paul Therèse van der Maesen de Sombreff (1827-1902), leerling Koninklijk Atheneum; politicus, minister van Buitenlandse Zaken[45]
- Johannes Leonardus Marres (1827-1893), leerling Koninklijk Atheneum; docent klassieke talen en rector van dezelfde school[46]
- Pieter Willems (1840-1898), leerling Koninklijk Atheneum; classicus en dialectvorser, hoogleraar Katholieke Universiteit Leuven[47]
- Gustave Louis Marie Hubert Ruijs de Beerenbrouck (1842-1926), leerling Koninklijk Atheneum; jurist, politicus, gouverneur van Limburg, minister[48]
- Victor de Stuers (1843-1916), leerling Koninklijk Atheneum; ambtenaar, politicus, oprichter Monumentenzorg[49]

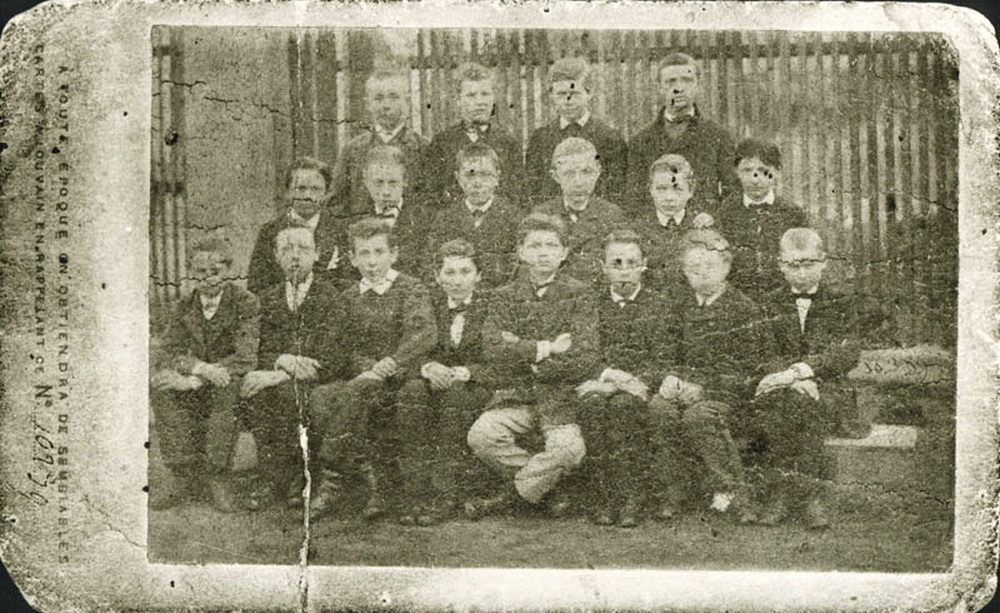
Stedelijk Gymnasium, 3e klas
(foto: Claude Bretagne, ca. 1870-1872)

- Charles Henri Hubert Spronck (1858-1932), leerling Stedelijk Gymnasium; seroloog, patholoog anatoom, hoogleraar in Utrecht
- Pierre Doppler (1861-1938), leerling Stedelijk Gymnasium; archivaris, historicus
- Louis Hubert Willem Regout (1861-1915), eindexamen Stedelijk Gymnasium (na vooropleiding jezuïetencollege Katwijk); jurist, fabrieksdirecteur, minister[50]
- Carl Smulders (1863-1934), leerling Gemeentelijke HBS; pianist, componist en romanschrijver[51]
- Leopold van Itallie (1866-1952), leerling Gemeentelijke HBS; farmacoloog, hoogleraar en rector magnificus Rijksuniversiteit Leiden[52]
- Leopold van Oppen (1871-1941), leerling Stedelijk Gymnasium; jurist, burgemeester van Maastricht
- Edmond Jaspar (1872-1946), leerling Stedelijk Gymnasium; dialectschrijver en mede-oprichter Vereniging Veldeke
- Charles Ruijs de Beerenbrouck (1873-1936), leerling Stedelijk Gymnasium; jurist, politicus, gouverneur van Limburg, minister-president[53]
- Adam van Kan (1877-1944), leerling Stedelijk Gymnasium; rechtsgeleerde, hoogleraar Rijksuniversiteit Leiden
- Joseph Endepols (1877-1962), leerling Stedelijk Gymnasium; neerlandicus, schrijver, docent en rector Stedelijk Gymnasium[54]
- Eduard Otto Joseph Maria van Hövell tot Westerflier (1877-1936), leerling Stedelijk Gymnasium; burgemeester, gouverneur van Limburg
- Jules Kayser (1879-1963), leerling Gemeentelijke HBS; architect

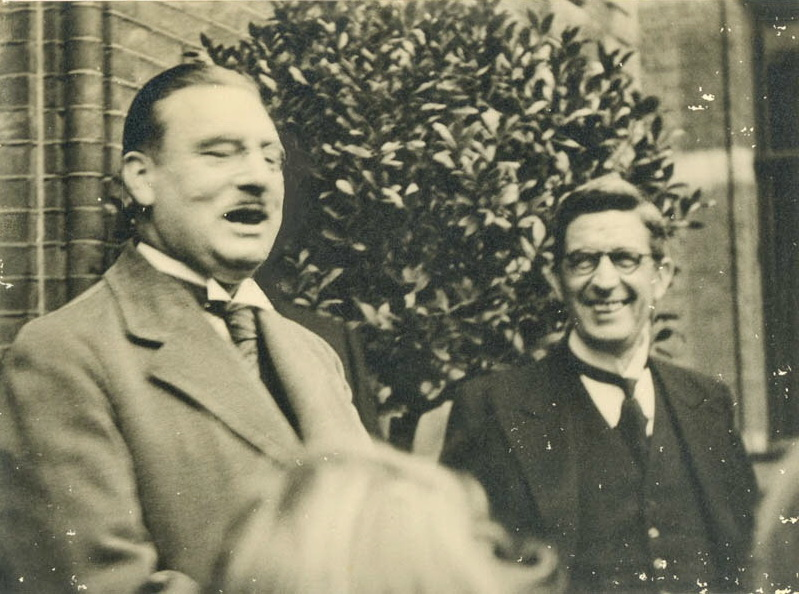
Bezoek van Nobelprijswinnaar prof. dr. Peter Debye aan zijn oude school, 1939

- Peter Debye (1884-1966), leerling Gemeentelijke HBS; wetenschapper, winnaar Nobelprijs voor de Scheikunde (1936)[55]
- Jos Klijnen (1887-1973), leerling Gemeentelijke HBS; architect, stedenbouwkundige
- Fons Tuinstra (1897-1971), leerling Gemeentelijke HBS; later docent Nederlands Gemeentelijke HBS, schrijver, dialectkenner[13]
- Edmond Hustinx (1898-1984), leerling Stedelijk Gymnasium; chemicus, industrieel, uitvinder[56]
- Jan Umbgrove (1899-1954), leerling Stedelijk Gymnasium; geoloog, aardwetenschapper, hoogleraar in Delft
- Sander Stols (1900-1973), leerling Gemeentelijke HBS; uitgever, typograaf[57]
- Pieter Eijssen (1906-1988), leerling Stedelijk Gymnasium; jurist, vicepresident van de Hoge Raad der Nederlanden
- Frederick Franck (1909–2006), leerling Gemeentelijke HBS; kunstenaar
- Max Paumen (1938-2003), leerling Stedelijk Gymnasium (niet afgemaakt); journalist, schrijver
- Anneke van der Plaats (1941), leerling Gemeentelijke HBS; verpleeghuisarts, sociaal geriater, auteur over dementie
- André Rieu (1949), leerling Stedelijk Lyceum; violist, orkestleider
- Otto Hermans (1950), leerling Stedelijk Lyceum; tandarts, politicus
- Camille Oostwegel (1950), leerling HBS-A; horecaondernemer
- Bram Moszkowicz (1960), leerling Stedelijk Lyceum; jurist

### Docenten
- François Hermans (1745-1804), docent tekenen aan de École centrale, historieschilder, ontwerper Generaalshuis[58]

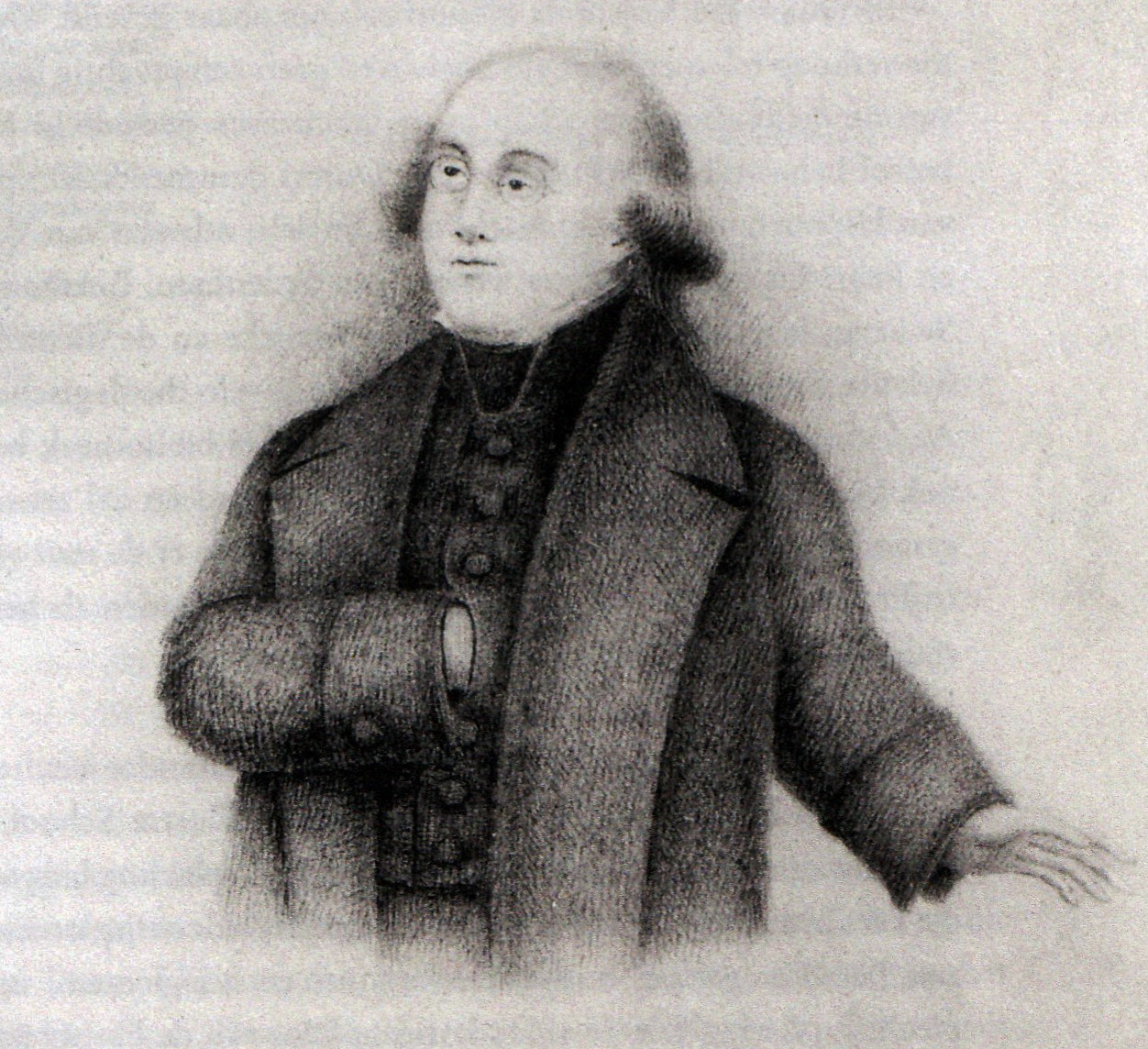
Jan Pieter Minckelers, mogelijk afgebeeld als hoogleraar (Jan Brabant, 19e eeuw)

- Jan Pieter Minckelers (1748-1824), docent natuur- en scheikunde aan de École centrale en diverse opvolgers, uitvinder[59]
- Pierre Lipkens  (1773-1826), tekenleraar aan het Collège Maastricht en het Koninklijk Atheneum, kunstschilder
- Pierre Kersten (1789-1865), docent Grieks aan het Koninklijk Atheneum, redacteur Journal Historique Litteraire[60]
- Jacques Guillaume Crahay (1789-1855), zie leerlingen
- Martin Martens (1797-1863), zie leerlingen
- Petrus Johannes van Kerckhoff (1813-1876), docent natuurkunde, van 1848-1851 eerste rector Industrieschool, daarna hoogleraar aan RU Groningen en RU Utrecht.[61]
- Edouard Henri von Baumhauer (1820-1885), docent natuur- en scheikunde Koninklijk Atheneum, daarna hoogleraar Universiteit van Amsterdam[62]
- Daniel Jan Steyn Parvé (1825-1883), docent wiskunde en rector Koninklijk Atheneum, daarna hoogleraar RU Groningen; inspecteur en medehervormer van het middelbaar onderwijs[63]
- Paul Alberdingk Thijm (1827-1904), docent Nederlands 1864-1870, daarna hoogleraar aan de Katholieke Universiteit Leuven
- Johannes Leonardus Marres (1827-1893), zie leerlingen
- Hendrik Kern (1833-1917), docent Grieks en Nederlands aan het Koninklijk Atheneum, daarna hoogleraar en rector magnificus Rijksuniversiteit Leiden[64]
- Heinrich Joseph Hoffmans (1842-1925), docent wis- en natuurkunde, van 1879-1908 directeur Gemeentelijke HBS[16]
- August van Oppen (1847-1915), docent klassieke talen, van 1881-1915 rector Stedelijk Gymnasium[65]
- Joseph Endepols (1877-1962), zie leerlingen
- Fons Tuinstra (1897-1971), zie leerlingen
- Piet Janssens (1903-1987), docent klassieke talen en geschiedenis, van 1943-1960 rector Stedelijk Gymnasium[37]
- Charles Thewissen (1905-1973), docent staatsinrichting aan de Gemeentelijke HBS, journalist, schrijver[66]
- Fernand Lodewick (1909-1995), docent Nederlands aan het Stedelijk Lyceum, schrijver[67]